# Disney Channel (Francia)
Disney Channel es un canal de televisión por suscripción infantil francés, versión local del canal estadounidense de Disney Channel desde 1997.
Disney Channel Francia se transmite también en otros países de habla francesa en Suiza y anteriormente África. En Bélgica ha sido sustituido por una versión específica en francés el 29 de junio de 2015 que comparte su programación con la de Bélgica neerlandófona.
Además de los programas de dibujos animados, el Disney Channel francés solía contar desde 1997 con un programa de televisión llamado Zapping Zone con presentadores humanos, que se ha exportado a varios países. Se canceló en 2004.
También contó con series cortas tales como, Trop la classe! y Tranches de vie, que son versiones de series cortas de Disney Channel (Italia). 
Siguiendo el ejemplo del canal español gratuito, Disney Channel pasó a ser incluido en todos los proveedores de servicios de internet franceses el 1 de abril de 2011. Con la llegada de Disney+, Disney Channel volverá a ser exclusivo de Canal+ en 2020.
Tras la no renovación con su distribuidor exclusivo en Francia y África Canal+, se informó de que el canal dejaría de emitir en la plataforma el 31 de diciembre de 2024.
El 20 de diciembre de 2024, se anunció que Disney Channel y National Geographic se emitirían a partir del 1 de enero de 2025 en Free, y a partir del 2 de enero de 2025 en Orange, incluidos en los paquetes básicos. Además, se ofrecen ofertas especiales con Disney+ en Orange y Free, así como un servicio exclusivo de vídeo a la carta en Orange que muestra películas 4 meses después de su estreno.